# Бернар I де Безом
Бернар I (фр. Bernard Ier; умер после 1103) — виконт де Безом и де Бенож, сын виконта Гильома Аманье II.

## Биография

### Правление
Бернар вероятно был сыном виконта Гильома Аманье II. Между 1099 и 1103 годами он унаследовал Безом и Бенож. 
Бернар упоминается в источниках в 1103 году. Воспользовавшись тем, что его сюзерен герцог Гаскони и Аквитании Гильом IX отправился в Крестовый поход 1101 года, он ввёл большую пошлину за проезд по расположенному рядом с монастырём Сен-Пьер в Ла Реоле мосту через Гаронну. Когда герцог вернулся, недовольные монахи обратились к нему с жалобой. Гильом IX отправил своих комиссаров к Бернару, потребовав от него отменить пошлину, но они встретили отказ. Тогда герцог лично отправился в Ла Реоль, где собрал суд, на котором присутствовали многие гасконские сеньоры. В результате Бернар пообещал отменить пошлину, а также удовлетворить требования герцога и монахов, какие сочтёт нужным суд. В качестве гарантов Бернара согласились выступить виконт Беарна Гастон IV и виконт Габарре Пьер II.
Дальнейшая биография Бернара неизвестна. Около 1125 года виконтом Безома упоминается уже Гильом Аманье III, вероятный сын Бернара.

### Брак и дети
Имя жены Бернара неизвестно. Вероятно, он имел одного сына:
- Гильом Аманье III (ум. после 1155), виконт де Безом и де Бенож